# 2000年コモンウェルスユースゲームズ
2000年コモンウェルスユースゲームズは、2000年8月10日から8月14日までスコットランド、エディンバラで開催されたコモンウェルスユースゲームズの大会である。
16ヶ国が参加、参加選手数は733名、実施競技は8競技110種目であった。

## 実施競技
- 陸上競技
- 体操競技
- 水泳
- ホッケー
- ローンテニス
- スカッシュ
- フェンシング
- 重量挙げ